# Jūrmalgeita

Skandal miał związek z wyborem przewodniczącego Rady Miejskiej Jurmały (na zdjęciu herb Jurmały)

Jūrmalgeita – skandal korupcyjny związany z wręczeniem 20 000 euro łapówki radnemu Jurmały Ilmārsowi Ančānsowi, aby ten na sesji rady zaplanowanej na 18 marca 2005 roku poparł kandydaturę Jurisa Hlevickisa na stanowisko przewodniczącego rady miejskiej (burmistrza). Ančans poinformował o zdarzeniu Biuro Przeciwdziałania i Zwalczania Korupcji (KNAB), które aresztowało kilka osób.
Skandal zyskał szerszą uwagę opinii publicznej rok później, kiedy program Latvijas Televīzija „De facto” opublikował rozmowy telefoniczne osób zamieszanych w sprawę, w tym ówczesnego ministra transportu Ainārsa Šlesersa i byłego premiera Andrisa Šķēlesa, ujawniając ich udział w aferze. W dniu 23 marca 2007 roku Sąd Okręgowy Semigalii skazał dwie osoby zaangażowane w sprawę na pięć lat więzienia: Hlevickisa i Germana Milušsa.
Jūrmalgeita uchodzi za jedną z najważniejszych afer we współczesnej łotewskiej polityce. KNAB określił ją jako „pierwszy ujawniony przypadek korupcji politycznej” na Łotwie.

## Głosowanie

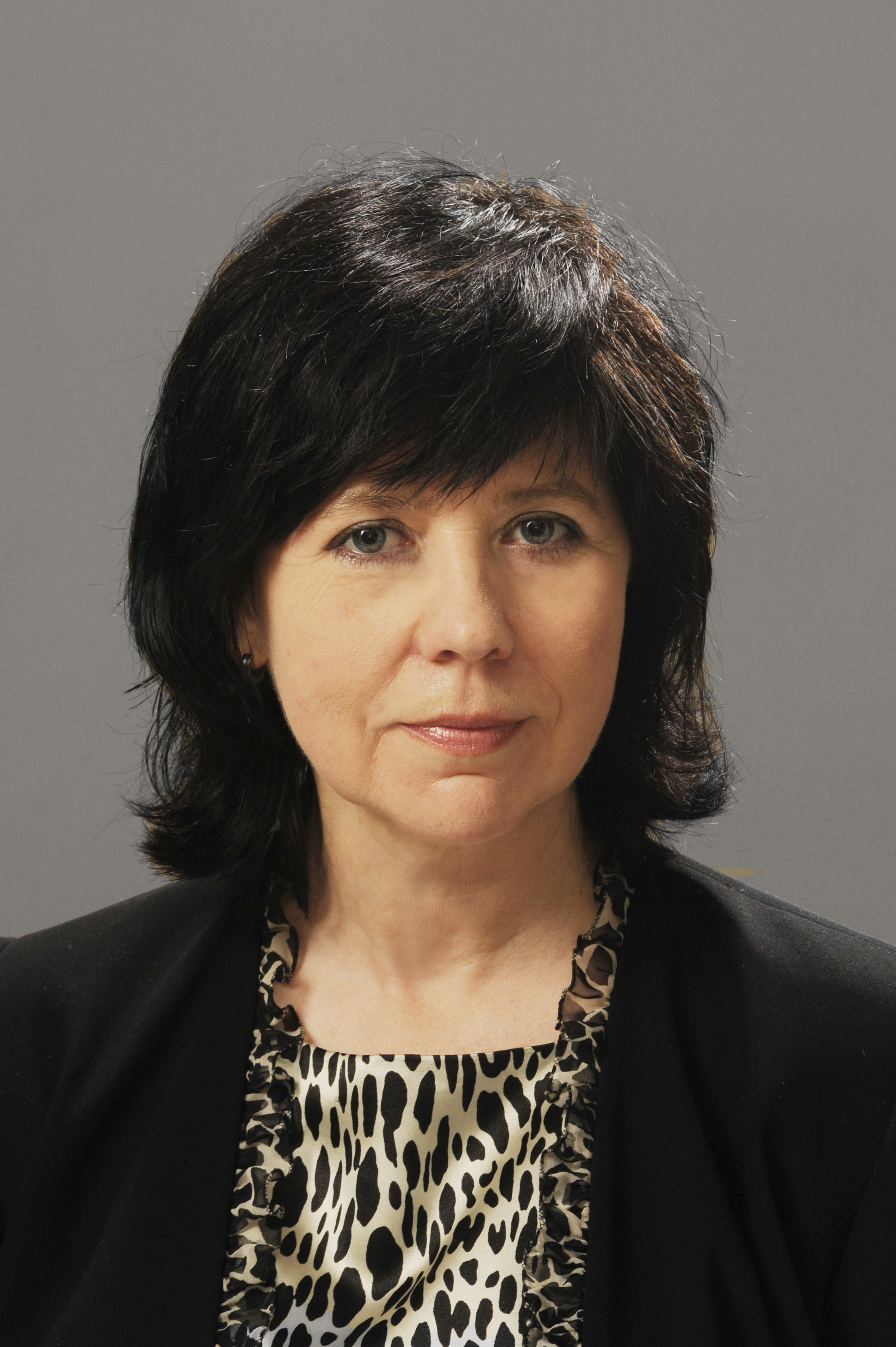
Wbrew woli organizatorów afery korupcyjnej na przewodniczącą rady wybrano Inese Aizstrautę

W dniu 18 marca 2005 roku odbyło się pierwsze posiedzenie nowej kadencji Rady Miejskiej Jurmały. W głosowaniu niejawnym na przewodniczącą rady (burmistrz) wybrano przedstawicielkę partii Nowa Era Inese Aizstrautę, która zdobyła 8 głosów na 15. Juris Hlevickis, przewodniczący rady poprzedniej kadencji, przedstawiciel Pierwszej Partii Łotwy, zdobył 7 na 15 głosów. Na jej pierwszego zastępcę wybrano przedstawiciela partii Dla Ojczyzny i Wolności/Łotewski Narodowy Ruch Niepodległości (TB/LNNK) Aigarsa Tampe, a na zastępcę Tampe wybrano radnego Łotewskiej Socjaldemokratycznej Partii Robotniczej (LSDSP) Dainisa Urbanovičsa.
Wieczorem tego samego dnia ogłoszono, że Biuro Przeciwdziałania i Zwalczania Korupcji (KNAB) wszczęło postępowanie karne w sprawie przekupstwa na kwotę 20 000 euro (około 14 000 łatów) przy wyborze przewodniczącego Rady Miejskiej w Jurmale i aresztowało dwie osoby w związku z tym przestępstwem. KNAB początkowo nie ujawniał żadnych informacji na temat zatrzymanych osób. Członkowie koalicji Ilmārs Ančāns i Raimonds Munkevics, a także przedstawiciele opozycji Žanna Kupčika, Agris Kalnciems, Māris Mežapuķe i Igors Dreija natychmiast zaprzeczyli mediom jakoby mieli związek z incydentem. Dainis Urbanovičs odrzucił możliwość zdobycia tego stanowiska przez Aizstrautę w sposób nieuczciwy.
21 marca ujawniono, że dwie osoby zatrzymane przez KNAB to kandydaci na radnych z partii Nowe Centrum – Leonids Lasmanis i Gvido Harijs Volbrugs. Wieczorem tego samego dnia KNAB potwierdził nieoficjalną informację o zaproponowaniu łapówki radnemu Ančansowi, który wcześniej temu zaprzeczył.

## Publikacja rozmów telefonicznych

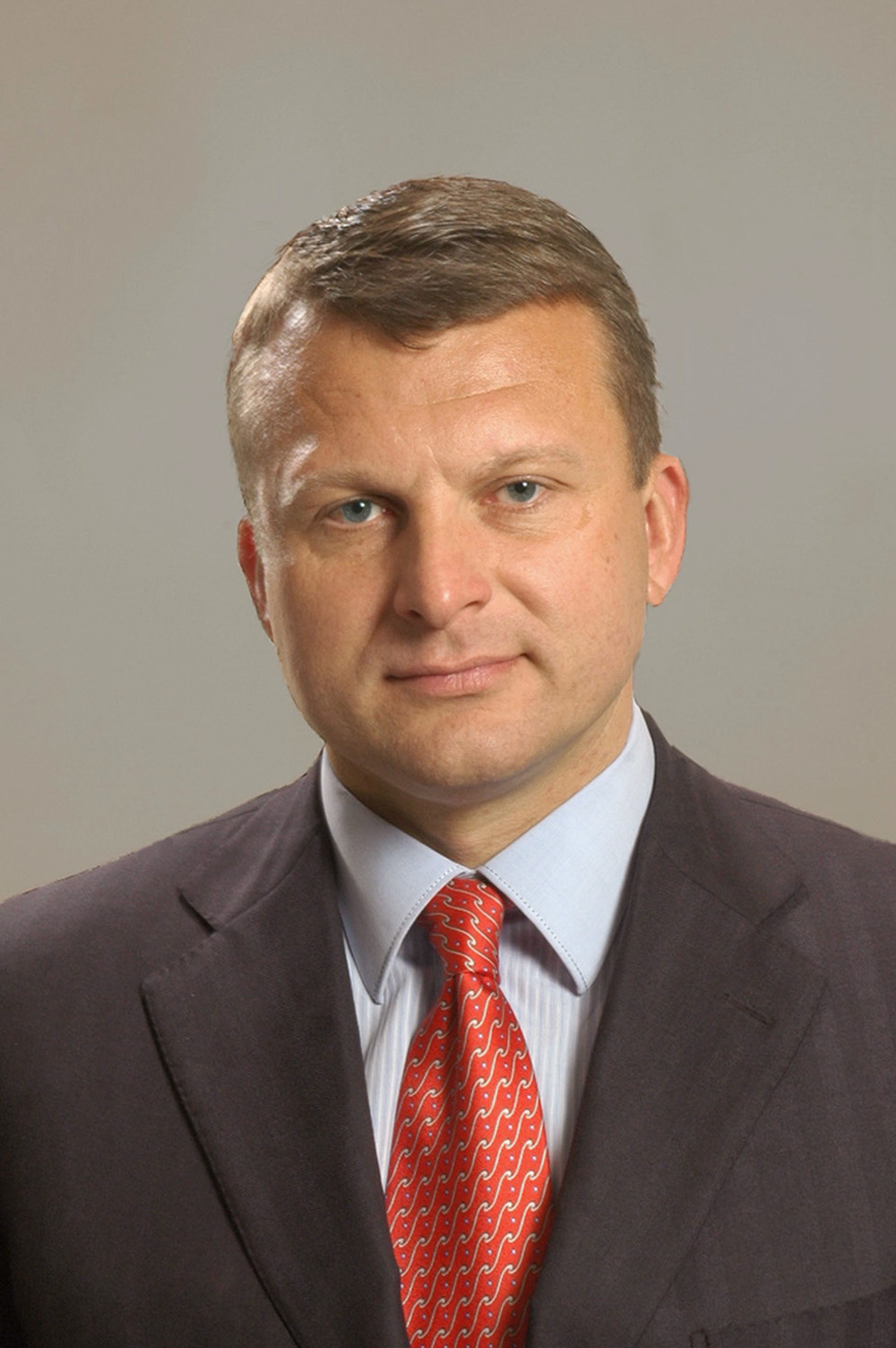
Premier Aigars Kalvītis zażądał dymisji ministra transportu Ainārsa Šlesersa (na zdjęciu) po publikacji rozmów telefonicznych

W dniu 12 marca 2006 roku łotewski program telewizyjny „De facto” opublikował rozmowy telefoniczne osób zamieszanych w sprawę przekupstwa. Miało to miejsce wkrótce po skierowaniu sprawy do sądu. Oprócz oskarżonych (Lasmanis, Volbrugs, Hlevickis i Germans Milušs) wzięli w nich udział także ówczesny minister transportu Łotwy Ainārs Šlesers, były premier Andris Šķēle oraz ówczesny zarządca portu nad Lelupą Eižens Cepurnieks, który był odpowiedzialny za negocjacje z przewodniczącym TB/LNNK Jānisem Straumem, aby uzyskać poparcie dwóch członków jego partii.
Ustalono także, że w trakcie śledztwa funkcjonariusze przesłuchiwali w charakterze świadków zarówno Šķēlesa, Šlesersa, jak i Straumego, jednak z powodu braku dowodów śledztwo umorzono. W trakcie przesłuchania Šlesers i Šķēle twierdzili, że kontaktowali się z Milušsem jedynie po to, by dowiedzieć się, jak idą negocjacje w sprawie utworzenia koalicji w Jurmale. Twórcy programu ujawnili także, że ani Prokuratura Generalna, ani KNAB nie przekazały do programu materiałów ze sprawy. 15 marca, po ogłoszeniu przez Šlesersa, że nie zamierza podawać się do dymisji, premier Aigars Kalvītis zażądał jego dymisji. Kalvītis oświadczył: „Żaden minister nie może pracować [w rządzie], jeśli nie cieszy się zaufaniem publicznym”.
W dniu 18 maja 2006 roku oskarżony Volbrugs ujawnił w wywiadzie dla „Neatkarīgā Rīta Avīze”, że przekazał „De facto” materiały i akta sprawy w celu osiągnięcia maksymalnej przejrzystości sprawy.

Zgadzam się, że jestem łajdakiem, tak jak cała czwórka łajdaków – tu też się zgodzę, ale Ančans nie powinien być bohaterem narodowym, bo jest takim samym łajdakiem.

### Często cytowane fragmenty

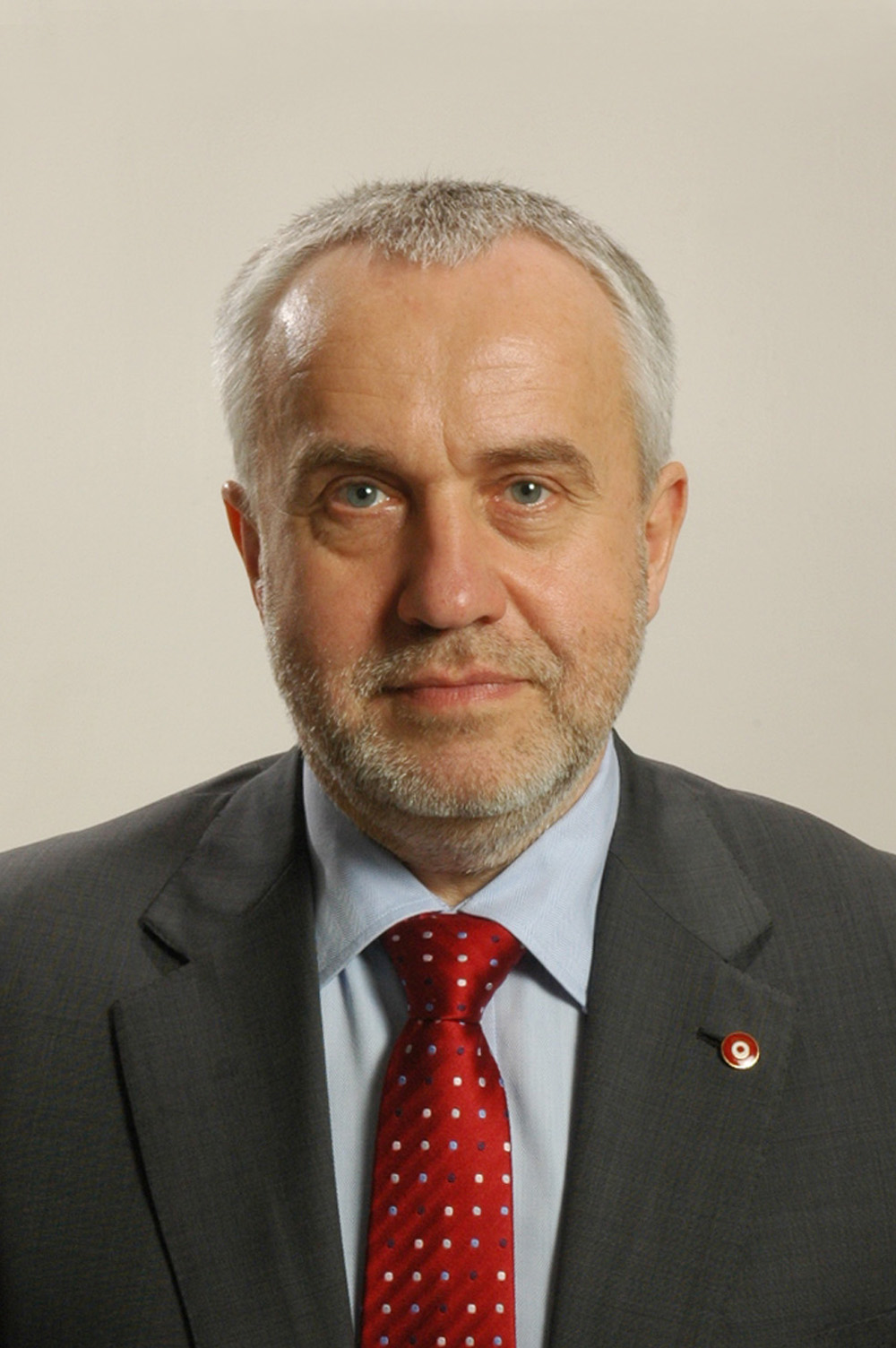
W opublikowanych przez media rozmowach telefonicznych Andris Šķēle proponował wybór na zastępcę burmistrza Jurmały „największego kretyna”

Po opublikowaniu rozmów telefonicznych w programie „De facto” do mowy potocznej weszły dwa sformułowania. Pierwszym z nich było sformułowanie Milušsa „wzięte i wyrzucone” (łot. Paņēma un uzmeta), opisujące sytuację po głosowaniu, w którym Ančans głosował na Aizstrautę. Określenie to zostało uznane za hasło 2006 roku. Drugie sformułowanie to „największy kretyn”, wypowiedziane przez Andrisa Šķēlesa. Po tym, jak Hlevickisowi nie udało się zostać burmistrzem, Šķēle zaproponował wybranie „największego kretyna” na jednego z zastępców, po czym na stanowisko zastępcy burmistrza wybrano Dainisa Urbanovičsa. Wyrażenie to zostało nominowane do hasła roku.
Słowo „Jūrmalgeita” zostało nominowane do tytułu słowa roku. Nazwa wywodzi się od nazwy skandalu Watergate, kierując się podobieństwem do kilku innych afer, których nazwy, pod wpływem Watergate, kończą się na „-gate” (łot. -geita). Do tytułu antysłowa roku nominowano słowo „baķka”, jak w rozmowach został nazwany Straume.

## Proces
W dniu 23 lutego 2006 roku Velta Zaļūksne, prokurator Wydziału Śledczego Prokuratury Generalnej, przekazała Sądowi Rejonowemu w Rydze sprawę karną dotyczącą wręczenia łapówki Ančānsowi. Wszczęto postępowanie karne przeciwko Milušsowi, Lasmanisowi, Hlevickisowi i Volbrugsowi. 1 marca sprawa została przekazana do Sądu Okręgowego w Semigalii. 12 maja ujawniono, że Sąd Okręgowy w Semigalii rozpocznie rozprawę 15 maja na posiedzeniu niejawnym, gdyż jednemu z uczestników procesu przyznano ochronę procesową. Rozpatrzenie sprawy powierzono Velcie Silamiķeli. 16 lipca Ančans złożył do sądu wniosek o odebranie mu statusu osoby objętej ochroną proceduralną, „aby sąd był jawny, a społeczeństwo mogło samodzielnie ocenić procesy toczące się w kraju”.
Posiedzenie sądu zaplanowane na 8 stycznia 2007 roku zostało przełożone ze względu na chorobę Lasmanisa. Zarówno prokurator Zaļuksne, jak i Ančāns wyrazili zaniepokojenie, że proces był w ten sposób celowo opóźniany. Niedługo potem Lasmanis zniknął, a w mediach pojawiła się nieoficjalna informacja, że wyjechał do Rosji. Z tego powodu 29 stycznia postępowanie przeciwko Lasmanisowi zostało wyodrębnione, a postępowanie przeciwko Milušsowi, Hlevickisowi i Volbrugsowi było kontynuowane.
31 stycznia przewodnicząca Rady Miejskiej Jurmały Inese Aizstrauta zeznała przed sądem, że przed głosowaniem Milušs zaproponował jej stanowisko wiceburmistrza. 1 marca przez kilka godzin z rzędu odczytywano w sądzie stenogramy rozmów. 2 marca przedstawiciel KNAB zeznał w sądzie, że Hlevickis upoważnił Lasmanisa do prowadzenia spraw związanych z przekupstwem Ančansa. 7 marca Ančans zeznał w sądzie, że wbrew przypuszczeniom prawnika Volbrugsa, Egona Rusanova, funkcjonariusze KNAB nie zachęcali go do nakłaniania innych osób do udziału w działaniach korupcyjnych. Ančans twierdził także, że wielokrotnie odmawiał Lasmanisowi przyjęcia łapówek i zalecał, aby „pomyśleli dwa razy i nie szli tą drogą”.
13 marca zarówno Volbrugs, jak i Hlevickis wyrazili ubolewanie z powodu tego, co się stało. Hlevickis przyznał także, że ten skandal „będzie nauczką dla innych”. 16 marca Hlevickis oświadczył w sądzie, że nie przyznał się do winy, ponieważ nie wiedział, że Ančans wziął łapówkę. 19 marca prokurator Zaļūksne wniosła o skazanie Hlevickisa i Milušsa na pięć lat więzienia, a Volbrugsa na trzy lata pozbawienia wolności w zawieszeniu. 23 marca sędzia Silamiķele skazała Milušsa i Hlevickisa na pięć lat więzienia z konfiskatą mienia, a Volbrugsa na trzy lata pozbawienia wolności w zawieszeniu na trzy lata. Hlevickis został aresztowany na sali sądowej, lecz Milušs nie przybył na ogłoszenie wyroku. W międzyczasie opuścił Łotwę i został wpisany na listę poszukiwanych przestępców. W 2019 roku w rozmowie dla „De facto” potwierdził, że uciekł z kraju ukrywając się w ciężarówce jadącej do Rosji.
12 października 2021 roku semigalski Sąd Rejonowy zakończył sprawę ostatniego z oskarżonych i nieskazanych bohaterów Jūrmalgeita, Leonidsa Lasmanisa. W 2020 roku Lasmanis został prawnie uznany za zmarłego wyrokiem sądu na wniosek jego bliskich, gdyż od ostatniej wiadomości o miejscu jego pobytu minęło ponad dziesięć lat.

## Skutki
30 czerwca 2006 roku Towarzystwo Obrony Jurmały i Towarzystwo Przedsiębiorców Jurmały podjęły decyzję o rozpoczęciu zbierania podpisów mieszkańców miasta pod propozycją przeprowadzenia przyspieszonych wyborów samorządowych, ponieważ „rada nie bierze pod uwagę opinii społeczeństwa” na temat planów rozwoju Jurmały. Mimo to ustawa nie przewidywała możliwości wykorzystania podpisów obywateli do zainicjowania nadzwyczajnych wyborów do rad. 13 września Minister Rozwoju Regionalnego i Spraw Samorządowych Māris Kučinskis stwierdziła, że „nie ma podstaw prawnych do odwołania Rady Miejskiej Jurmały”. Oświadczenie to było następstwem oświadczenia partii „Nasza Ziemia”, w której wzywała ona do przedterminowych wyborów. Ostatecznie Rada Miasta Jurmały nie została odwołana, a kolejne wybory odbyły się w ustawowym terminie 6 czerwca 2009 roku. Następna kadencja przyniosła miastu dalsze kryzysy polityczne. W ciągu czterech lat doszło do czterokrotnej zmiany burmistrzów. Do władz miasta trafił wówczas także Ilmārs Ančāns.
W maju 2010 roku w radzie miasta Jurmały miał miejsce kolejny skandal, który media nazwały „Jūrmalgeita 2”. Ówczesny burmistrz Jurmały Raimonds Munkevics i członek jego partii Normunds Pīrants zaoferowali łapówkę członkini rady Ivecie Blau w restauracji „Armēņu virtuve”. Obaj podejrzani zostali aresztowani, a Munkevics stracił stanowisko przewodniczącego rady. W styczniu 2014 roku sąd w Jurmale skazał Munkevicsa na cztery lata, a Pīrantsa na trzy lata więzienia.
Jūrmalgeita została określona przez łotewskie media jako ważna afera ukazująca społeczeństwu mechanizmy kształtowania polityki, w której w porozumienie potrafili wchodzić politycy wielu partii stosując przy tym metody korupcyjne. Skandal stał się również istotny ze względu na decyzję Sądu Najwyższego Łotwy, który orzekł, że ofertę atrakcyjnego stanowiska państwowego można uznać za łapówkę. W 2012 roku Biuro Przeciwdziałania i Zwalczania Korupcji (KNAB) obchodząc 10. rocznicę swojego założenia wymieniło Jūrmalgeita jako jedną z dziesięciu najważniejszych spraw, którymi się zajmowało. KNAB określił tę sprawę „pierwszym ujawnionym przypadkiem korupcji politycznej” na Łotwie.
„Neatkarīgā Rīta Avīze” uznało, że Jūrmalgeita miała wpływ na załamanie się kariery politycznej byłego przewodniczącego Sejmu Jānisa Straumego, który w wyborach w 2006 roku nie otrzymał poselskiej reelekcji.